# Олександрівська сільська рада (Добровеличківський район)
| Олександрівська сільська рада — колишній орган місцевого самоврядування у Добровеличківському районі Кіровоградської області з адміністративним центром у с. Олександрівка. 05.02.1965 Указом Президії Верховної Ради Української РСР передано Олександрівську сільраду Новоархангельського району до складу Добровеличківського району. Сільській раді підпорядковані населені пункти: - с. Олександрівка - с. Богодарівка |

## Склад ради
Рада складається з 12 депутатів та голови.

### Керівний склад ради
| ПІБ                       | Основні відомості                                                 | Дата обрання | Дата звільнення |
| ------------------------- | ----------------------------------------------------------------- | ------------ | --------------- |
| Хаян Станіслав Дмитрович  | Сільський голова, 1948 року народження, освіта, безпартійний      | 26.03.2006   | 31.10.2010      |
| Шевченко Олег Миколайович | Сільський голова, 1985 року народження, освіта вища, безпартійний | 31.10.2010   |                 |

Примітка: таблиця складена за даними джерела

## Населення
Згідно з переписом УРСР 1989 року чисельність наявного населення села становила 676 осіб, з яких 293 чоловіки та 383 жінки.
За переписом населення України 2001 року в селі мешкало 706 осіб.

### Мова
Розподіл населення за рідною мовою за даними перепису 2001 року:
| Мова       | Відсоток |
| ---------- | -------- |
| українська | 95,76 %  |
| російська  | 3,39 %   |
| молдовська | 0,56 %   |
| білоруська | 0,14 %   |
| вірменська | 0,14 %   |